# Misión Heliográfica

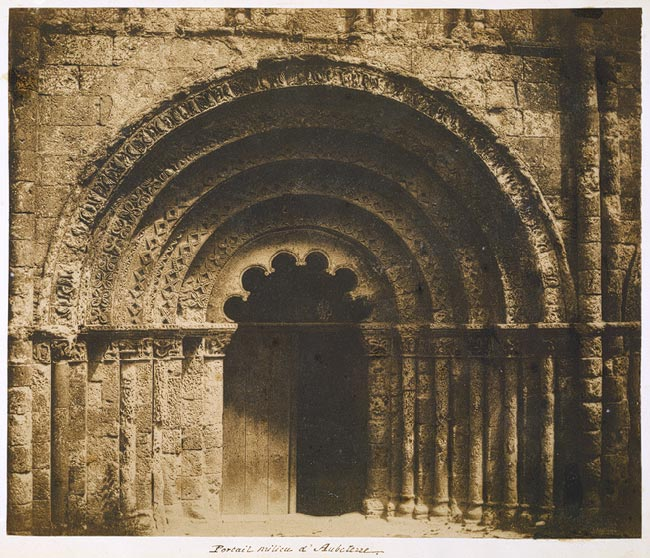
Fotografía del portal de la iglesia de Saint Jacques en Aubeterre realizada por Gustave Le Gray en 1851.

La Misión Heliográfica (del francés Mission Héliographique) fue un encargo realizado en 1851 por la Comisión de Monumentos Históricos (Comission des Monuments Historiques) del gobierno francés.

## Historia
En 1851 la Comisión de monumentos históricos de Francia dirigida por Prosper Merimée encargó a varios fotógrafos la toma de fotografías de una serie de monumentos importantes para los que habían previsto una intervención restauradora o ésta acababa de comenzar, como era el caso de la que estaba llevando a cabo Viollet-le-Duc en Carcassona. La finalidad de la misión era preservar la imagen de estos monumentos en placas fotográficas.
Los fotógrafos encargados fueron:
- Gustave Le Gray
- Auguste Mestral
- Édouard Baldus
- Hippolyte Bayard
- Henri Le Secq